# Школа-гимназия № 54 (Алма-Ата)
Казахстанско-Российская специализированная школа-лицей № 54 имени Героя Советского Союза генерал-майора Ивана Васильевича Панфилова (Школа № 54) — школа-лицей, расположенная в Алма-Ате (Казахстан)..

## История школы
В 1938 году в Ленинском районе Алма-Аты была открыта средняя школа № 54. В 1941 году на базе школы организован военный госпиталь, а 8 мая 1942 года указом Президиума Верховного Совета Казахской ССР учебному заведению было присвоено имя Героя Советского Союза генерал-майора Ивана Васильевича Панфилова.
В 1992 году были организованы первые гимназические классы.
В 1994 году школа преобразована в многопрофильную гимназию № 54 в соответствии с сертификатом № 9 ГУНО г. Алматы
В 1995 году гимназия становится победителем конкурса в рамках программы «Обновление гуманитарного образования» проводимого Фондом «Сорос — Казахстан». Гимназия становится победителем в конкурсе на премию Акима города
В 1998 году решением Акима г. Алматы от 1 сентября (приказ № 817) открыт эстетический цикл: при гимназии создаются музыкальная и художественная школы.
В 1999 году в соответствии с Декларацией о вечной дружбе и союзничестве на основании п. 1.7 протокольного совещания Министерства иностранных дел решено реорганизовать гимназию № 54 в Казахстанско-Российскую гимназию № 54. В этом же году состоялось открытие единственной в республике школьной Медиатеки.
В 2000 году гимназия становится призёром городского конкурса «Лучшая школа года».
В 2003 году Казахстанско-Российская гимназия № 54 им. И. В. Панфилова становится победителем городского конкурса на премию Акима «Лучшая школа года».
В 2005 году победитель городского конкурса по правовому воспитанию. Официальный сайт гимназии занимает I место в республиканском конкурсе web-сайтов в номинации «Моя школа» (Барышков А., 11 класс)
В 2007 году гимназия — победитель республиканского конкурса научных проектов по химии на тему «Полимерные формы антибиотика рифампицина на основе альгинатных микрочастиц, модифицированных хитозаном». Финалист городского конкурса «Лучший учитель года 2007» (Земцова Г. С.)
В 2008 году финалист городского конкурса «Лучший учитель года 2008» (Кулбенова А. Б.)
В 2010 году победитель городского конкурса школьных музеев боевой славы (руководитель Алдонова Н. П.). Участник международной научно-практической конференции «ИТО в образовании», город Томск, Россия.
В 2011 год на основании постановления акима г. Алматы № 3/744 от 20-09-2011 «Государственное учреждение Казахстанско-Российская школа-гимназия № 54 им. И. В. Панфилова» переименована в «Коммунальное государственное учреждение Казахстанско-Российская школа-гимназия № 54 им. И. В. Панфилова» Управления образования города Алматы. Открываются новые информационные классы в 5, 6, 8, 9 параллелях.
В 2012 год Казахстанско-Российская школа-гимназия № 54 им. И. В. Панфилова получает статус БАЗОВОЙ ШКОЛЫ по формированию ИКТ компетентности школьников решением Российской академии образования и НОУ «Открытый молодёжный университет», созданный на базе Школьного Университета в 2009 году. Получен новый интерактивный лингафонный кабинет английского языка.
В 2018 год Казахстанско-Российская школа-гимназия № 54 им. И. В. Панфилова официально была названа Казахстанско-Российская специализированная школа-лицей № 54 им. И. В. Панфилова

## Школьный Музей Боевой Славы
В 2004 году, после реконструкции, за свою деятельность, музей был признан лучшим в конкурсе школьных музеев Боевой Славы города Алма-Аты.